# Código Administrativo de 1886
O Código Administrativo de 1886 foi um código administrativo promulgado por Decreto de 17 de Julho de 1886, por iniciativa de José Luciano de Castro. De carácter centralizador, procurou reduzir o ímpeto descentralizador introduzido pelo Código Administrativo de 1878.